# Mašturi
Mašturi  war ein hethitischer Vasallenkönig des Šeḫa-Flusslandes, der von ca. 1275 bis nach 1236 v. Chr. amtierte. Er war wahrscheinlich der Sohn des Manapa-Tarḫunta und folgte diesem während der späten Herrschaftszeit des hethitischen Großkönigs Muwatalli II. (ca. 1295–1272 v. Chr.) auf dem Thron von Šeḫa.  Er war mit Maššana-uzzi (luwisch: „Götter-Wunsch“) verheiratet, der Tochter Muršilis II. und Schwester Muwatallis. Der Wunsch, Maššana-uzzi zu ehelichen, wurde Mašturi möglicherweise erst von Muršili III. erfüllt. Trotzdem wandte sich Mašturi von Muršili ab und unterstützte Ḫattušili III. tatkräftig, als dieser seinen Neffen und rechtmäßigen Großkönigs absetzte. Die Ehe blieb kinderlos, da Maššana-uzzi bei deren Schließung schon 50 oder 60 Jahre alt war, so dass Mašturi keinen Thronerben hatte. Mašturi ist als König von Šeḫa auch noch zu Beginn der Regentschaft Tudḫalijas IV. belegt: Auf der Bronzetafel aus Bogazköy, die einen ca. 1236 v. Chr. geschlossenen Staatsvertrag zwischen Tudḫalija und Kurunta fixiert, wird Mašturi als Vertagszeuge erwähnt.
Nach seinem Tode kam es zu Thronwirren und schließlich wurde Tarḫunnaradu König.